# Herbert Martin (Fußballspieler)
Herbert Martin (* 29. August 1925 in Ensdorf, Saargebiet; † 27. September 2016) war ein deutscher Fußballspieler. Der Offensivakteur des 1. FC Saarbrücken ist vereinsinterner Rekordspieler der „Blau-Schwarzen“ in der damals erstklassigen Oberliga Südwest, zwischen 1951 und 1961 erzielte Martin in 279 Ligaspielen insgesamt 215 Tore. Nach dem Titelgewinn in der Oberliga Südwest 1952 stand er mit seinem Verein am 22. Juni 1952 im Endspiel um die deutsche Fußballmeisterschaft, das der VfB Stuttgart mit einem 3:2-Erfolg gegen Saarbrücken für sich entschied. Für die saarländische Nationalmannschaft absolvierte der im damals üblichen WM-System zumeist als Halbstürmer agierende Martin 18 Länderspiele und erzielte dabei sechs Tore, was ihn gemeinsam mit Herbert Binkert zum Rekordtorschützen der Nationalmannschaft macht.

## Spielerkarriere

### Vereine
Der in Ensdorf aufgewachsene und dort auch immer seinen Lebensmittelpunkt ausübende Martin, kam bereits in den frühen Jugendjahren im freien Spiel mit dem Fußball in Berührung. Durch den Zweiten Weltkrieg bedingt, verlor er Jahre gezielter fußballerischer Ausbildung und Wettkampfpraxis und kehrte aus dem Krieg auch mit einer Verletzung nach Hause. Trotzdem dauerte es nicht lange, bis er bei seinem Heimatverein FC Ensdorf – Ensdorf grenzt an Saarlouis – nach Kriegsende das Fußballspiel im Verbandsbetrieb aufnahm. In den zwei Runden von 1948 bis 1950 in der damals erstklassigen Ehrenliga Saarland konnte der trickreiche und listige Angreifer mit Torjägerqualitäten die großen Saarvereine auf sich aufmerksam machen. Er nahm das Werben aus der Landeshauptstadt an und schloss sich zur Runde 1950/51 dem damals auch international sehr populären 1. FC Saarbrücken an.
Der FCS war aus dem 1. Internationalen Saarlandpokal 1949/50 durch ein 4:0 im Endspiel gegen Stade Rennais UC als Sieger hervorgegangen. Zunächst hatte er zu Hause gegen 15 westeuropäische und südamerikanische Mannschaften gespielt. In der Saison 1950/51 nahm als zweite gastgebende Mannschaft der VfB Neunkirchen am Wettbewerb teil. Die Qualifikationsspiele wurden als Hin- und Rückspiele ausgetragen. Am 21. Februar 1951 glückte dem FCS ein 4:0-Auswärtserfolg gegen Real Madrid. Im Mai des Jahres gelang beim British Football-Festival ein 1:1-Remis gegen den gastgebenden FC Liverpool. Im Juni schloss sich eine Reise nach Dänemark und Schweden mit sechs Treffen an, darunter ein 6:3 bei Elfsborg Boras und ein 4:2 gegen IFK Norrköping. Nachdem die Aufnahme des Saarländischen Fußballs in die deutsche Ligastruktur für die Spielzeit 1951/52 feststand, flachte das Interesse für den 2. Internationalen Saarlandpokal ab. Der Wettbewerb wurde nicht zu Ende geführt.
| Saison  | Platz1 | Oberliga2 | DM3   |
| ------- | ------ | --------- | ----- |
| 1951/52 | 1.     | (17)      | 7 (4) |
| 1952/53 | 3.     | (21)      | –     |
| 1953/54 | 5.     | (35)      | –     |
| 1954/55 | 3.     | (27)      | –     |
| 1955/56 | 3.     | (13)      | –     |
| 1956/57 | 2.     | (23)      | 3 (2) |
| 1957/58 | 8.     | (21)      | –     |
| 1958/59 | 4.     | (22)      | –     |
| 1959/60 | 3.     | (20)      | –     |
| 1960/61 | 1.     | (16)      | 6 (3) |

Nach Rückkehr in das deutsche Ligasystem starteten die Mannen um Halbstürmer Martin verspätet am vierten Spieltag, den 9. September 1951, mit einem 3:1-Auswärtserfolg gegen Eintracht Trier in die Oberligasaison 1951/52. Nach dem 1:0-Heimerfolg am 18. November 1951 durch einen Martin-Treffer gegen die „Walter-Elf“ des 1. FC Kaiserslautern, führte der FCS die Tabelle nach neun Spielen mit 18:0 Punkten an. Die erste Niederlage erfuhr die Elf im Heimspiel am 9. Dezember 1951 mit 1:2 gegen den FK Pirmasens als die Blau-Schwarzen ohne das Torjägergespann Martin und Herbert Binkert antreten mussten. Am Rundenende errang der Oberligarückkehrer mit sechs Punkten Vorsprung die Meisterschaft im Südwesten. Martin hatte 17 Tore erzielt. In der Endrunde um die deutsche Meisterschaft setzte sich Saarbrücken mit 8:4 Punkten gegen die Konkurrenten FC Schalke 04, 1. FC Nürnberg und den Hamburger SV durch. Martin hatte alle sechs Gruppenspiele absolviert und drei Tore erzielt. Auch beim Endspiel am 22. Juni in Ludwigshafen traf er in das Gehäuse des VfB Stuttgart; die „Schwaben-Elf“ von Trainer Georg Wurzer setzte sich aber mit 3:2 durch und der FCS kehrte als deutscher Vizemeister ins Saarland zurück.
Im Jahr der Fußballweltmeisterschaft 1954 in der Schweiz, holte sich der Mann mit dem „Torriecher“ und dazu auch noch als Chancen-Einfädler herausragend agierende Halbstürmer mit 35 Saisontreffern die Torjägerkrone aller fünf deutschen Oberligen. Seine persönliche Leistung wird noch unterstrichen, da der FCS lediglich den fünften Rang in der Schlusstabelle belegen konnte. Durch das damals souveräne Saarland war sein Mitwirken in der deutschen Fußballnationalmannschaft unter Bundestrainer Sepp Herberger nicht möglich. Nach zwei dritten Plätzen in den Jahren 1955 und 1956 im Südwesten, erreichte er mit dem FCS – auch dank seiner 23 Saisontreffer – 1957 die Vizemeisterschaft und zog damit zum zweiten Mal in die Endrunde ein. Dort war er in den drei Spielen gegen den 1. FC Nürnberg (2:2), Duisburger Spiel-Verein (1:3) und den Hamburger SV (1:2) aktiv und erzielte zwei Tore. Zuvor waren Martin und Kollegen in der Serie 1955/56 als Saarvertreter im Europapokal der Landesmeister aufgelaufen. Am 1. November 1955 gewannen sie sensationell mit 4:3 Toren beim AC Mailand; Martin hatte den Siegtreffer in der 69. Spielminute erzielt. Im Rückspiel am 23. November setzten sich aber die Mannen um Cesare Maldini, Nils Liedholm, Gunnar Nordahl und Juan Alberto Schiaffino mit 4:1 Toren durch und damit waren die europäischen Auftritte beendet. Am 31. Dezember 1955 trennten sich Saarbrücken und der 1. FC Kaiserslautern im Halbfinale des südwestdeutschen Pokals in einem überaus torreichen Spiel mit 7:7 nach Verlängerung. Martin hatte in der 95. Minute den Ausgleichstreffer beigesteuert.
In seiner letzten Oberligarunde, 1960/61, erzielte der 35-jährige Routinier nochmals 16 Tore und war damit neben Nationalspieler Heinz Vollmar (19 Tore) der zweitbeste Saarbrücker Torschütze beim Gewinn der Meisterschaft. In seinem letzten Oberligaspiel am 23. April 1961 verabschiedete er sich bei einem 5:1-Heimerfolg gegen den Lokalrivalen Saar 05 standesgemäß mit zwei Toren. Seine insgesamt 215 Oberligatore erzielte er in zehn Spielzeiten, das bedeutet einen Schnitt von 21,5 Toren pro Saison. Im Buch über die Typologie der Torjäger von Lorenz Knieriem wird er in der Kategorie der „Knipser“ eingereiht. Diese sollen sich durch die Fähigkeit auszeichnen, im entscheidenden Moment an der entscheidenden Stelle zu erscheinen und den Ball ohne viel Aufhebens über die Linie zu schießen, stochern, schnippeln, schlenzen … kurz gesagt: zu knipsen. Erfolgreiches „Knipsen“ ist aber auch das Resultat beständigen Rackerns und Wühlens sowie des nie erlahmenden Willens, selbst in der aussichtslosesten Situation dem Ball noch einen kleinen Stupser zu versetzen. In der Endrunde 1961 bestritt der Senior alle sechs Gruppenspiele gegen Eintracht Frankfurt, Hamburger SV und Borussia Dortmund und erzielte nochmals drei Tore. Er hat alle 16 Endrundenspiele für seinen Verein in den drei Endrunden 1952, 1957 und 1961 bestritten und dabei neun Tore erzielt. Maßgeblich zu seiner Torgefährlichkeit trug die fast „traumhafte“ Harmonie mit seinem Sturmpartner Herbert Binkert bei.

### Nationalmannschaft
Für die saarländische Nationalmannschaft spielte Martin 18 Mal und war gemeinsam mit Waldemar Philippi der am häufigsten eingesetzte Spieler des Teams. Er stand sowohl im ersten Länderspiel 1950 als auch in der letzten Partie 1956 auf dem Platz und fehlte dazwischen nur in zwei Spielen. Außerdem ist er mit sechs Toren zusammen mit Herbert Binkert Rekordtorschütze der saarländischen Nationalmannschaft. Das erste offizielle Länderspiel führte die Saarelf am 22. November 1950 gegen Schweiz B durch. Martin traf beim 5:3-Erfolg zweimal. Wiederum zwei Treffer glückten ihm am 15. September 1951 beim Rückspiel in Bern beim 5:2-Erfolg gegen die Schweizer B-Elf. Höhepunkte waren die vier WM-Qualifikationsspiele zur Fußballweltmeisterschaft 1954 in der Schweiz gegen Norwegen und die deutsche Fußballnationalmannschaft. Bei der 1:3-Niederlage am 28. März 1954 vor 53.000 Zuschauern in Saarbrücken im Rückspiel gegen die DFB-Elf erzielte er in der 67. Spielminute durch einen verwandelten Handelfmeter den 1:2-Anschlusstreffer. Mit einem harten Schuss hatte er in der 17. Minute seine Mannschaft in einer überlegen geführten Anfangsphase in Führung gebracht; der Schiedsrichter hatte den Treffer wegen einer angeblichen Abseitsstellung aber annulliert. Als die Saar-Elf mit einer 2:3-Niederlage am 6. Juni 1956 in Amsterdam gegen die Niederlande die Geschichte ihrer Länderspiele beendete, gehörte der Mann aus Ensdorf auch dem Team von Saar-Trainer Helmut Schön an.

## Trainerkarriere
Nach dem Ende seiner Spielerkarriere war Martin noch über Jahre als Trainer mit dem Fußball verbunden. Er trainierte zwischen 1961 und 1967 den SV 09 Fraulautern, einen Saarlouiser Stadtteilverein, und errang 1962 mit dem Verein die Saarlandmeisterschaft der Amateure, scheiterte aber in der Aufstiegsrunde in die II. Division Südwest, den „bezahlten Fußball“, an Phönix Bellheim und dem VfB Wissen. Ab 1967 gab Martin sieben Jahre lang seine Erfahrung an die Auswahlspieler des Saarländischen Fußballverbandes (SFV) weiter, bevor er nach drei Jahren Engagement bei seinem Heimatverein FC Ensdorf im Jahr 1977 seine Trainertätigkeit beendete.

## Sonstiges
Herbert Martin arbeitete hauptberuflich als Finanzbeamter in Saarbrücken und Saarlouis. Er lebte bis zuletzt in seinem Geburtsort Ensdorf und verstarb am 27. September 2016 im Alter von 91 Jahren.